# Promotion of Bantu Self-Government Act
Der Promotion of Bantu Self-Government Act (Act No 46 / 1959), Afrikaans Wet op die Bevordering van Bantoe-selfbestuur (deutsch etwa: „Gesetz zur Beförderung der Bantu-Selbstverwaltung“), aus dem Jahre 1959 war ein Gesetz der Apartheidpolitik in Südafrika, das die Umwandlung bisheriger Reservate in Homelands mit einem gewissen Grad von Selbstverwaltung in die Wege leitete.

## Vorgeschichte
Dieses Gesetz bildet eine legislative Folgeentwicklung des Bantu Authorities Act von 1951.

## Zweck und Ziele
Mittels dieses Gesetzes gliederte die südafrikanische Regierung die schwarze Bevölkerung relativ beliebig in so genannte National Units (deutsch etwa: Nationalitätengruppen) und wies sie auf der Basis eines verordneten Heimatrechtes den dafür vorgesehenen Homelands zu. Zunächst gab es acht National Units, die man später um eine weitere ergänzte, woraus zehn Homelands (für Xhosa zwei Homelands: Ciskei und Transkei) hervorgingen.
Mit diesem legislativen Schritt wurde indirekte Vertretung der schwarzen Bevölkerung durch weiße Repräsentanten im Parlament der Südafrikanischen Union beendet. In Folge dieser fundamentalen Veränderung standen der schwarzen Bevölkerung, unabhängig von ihrem unmittelbaren Aufenthaltsort, politische Rechte nur noch in den für sie jeweils verbindlich zugewiesenen Homelands zu. Zur Wahrung „weißer“ Interessen in diesen Gebieten wurden auf der Grundlage dieses Gesetzes durch den Governor-General Charles Robberts Swart fünf Commissioners-General berufen. Diesen oblag es, die ihnen „unterstellten“ Gebiete nach den Vorstellungen der Zentralregierung in Pretoria unter Berücksichtigung der Selbstverwaltungsbefugnisse zu entwickeln.
Die sich mit diesem Gesetz vollziehende Verwaltungsentwicklung sah weiterhin vor, dass nach Maßgaben der südafrikanischen Regierung von den regionalen Behörden Steuern erhoben werden konnten und die Selbstverwaltungsaktivitäten allmählich voranschritten. Der eingeräumten Autonomie waren enge Grenzen gesetzt. Die tatsächliche Kontrolle erfolgte durch den South African Development Trust und durch das Departement of Bantu Administration, das die Mittel für Entwicklungsaufgaben im Einzelnen gewährte. Zur effektiven Steuerung der „weißen“ Aufsichtsfunktion existierten neben den Homelandbehörden so genannte Technical Committes als parallel geschaltete Verwaltungseinheiten der Bantu Administration. Im Jahr 1971 waren das beispielsweise 50 Verwaltungseinheiten des Ministeriums.
Zur Erlangung des Selbstverwaltungsrechtes in den Homelands, erließ das „weiße“ Parlament in Pretoria eigene, das jeweilige Territorium betreffende Gesetze. Diese werden zusammen als Homeland Self Government Acts bezeichnet. Die oberen Verwaltungsbehörden, die Territorial Authorities, wandelte man dabei zu gesetzgebenden Körperschaften (Legislative Assemblies) mit ex-officio und gewählten Mitgliedern um. Letztere waren stets in zahlenmäßiger Minderheit vertreten.

## Commissioners-General
Im Juni 1960 wurden berufen:
- Werner Willi Max Eiselen, für die Gruppe der Nord-Sotho, mit Verwaltungssitz in Turfloop, ein ehemaliger Staatssekretär im Ministerium Bantu Administration,
- S. F. Papenfus, für die Gruppe der Süd-Sotho mit Verwaltungssitz in Witzieshoek, ein ehemaliger Parlamentsabgeordneter (WK Harrismith) und Mitglied der Native Affairs Commission,
- I. S. Kloppers, für die Gruppe der Tswana mit Verwaltungssitz in Mafeking, ein ehemaliger Senator,
- C. G. Nel, für die Gruppe der Zulu und Swasi mit Verwaltungssitz in Nongoma, ein ehemaliger Senator,
- J. H. Abraham, für die Gruppe der Xhosa mit Verwaltungssitz in Umtata, ein ehemaliger Parlamentsabgeordneter (WK Groblersdale).

## Korrespondierende Gesetze zum  Promotion of Bantu Self-Government Act
- Bantu Authorities Act 1951; zum Aufbau spezifischer Verwaltungseinheiten in den Homelands
- Bantu Homelands Citizen Act (1970); zur Ausbürgerung der schwarzen Südafrikaner durch automatischen Entzug ihrer südafrikanischen Staatsangehörigkeit
- Bantu Homelands Constitution Act (Act No. 21 / 1971); zum Aufbau eigenständiger Regierungsstrukturen in den Homelands